# Reinhard Gehlen
Reinhard Gehlen là một sĩ quan tình báo Đức, từng phụng vụ ba chính thể Weimar, Quốc Xã và Tây Đức, đều thăng hàm tướng. Tuy nhiên, trong giới điệp viên, ông lừng danh nhờ sáng lập và quản lí mạng lưới Gehlen Org có chủ trương kháng cộng sản thời chiến tranh Lạnh.

## Lịch sử

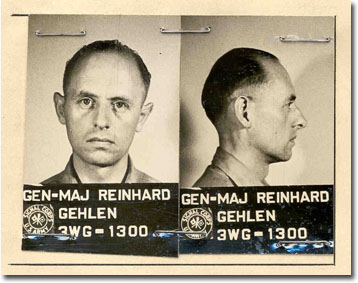
Reinhard Gehlen as a Wehrmacht Major General in 1945

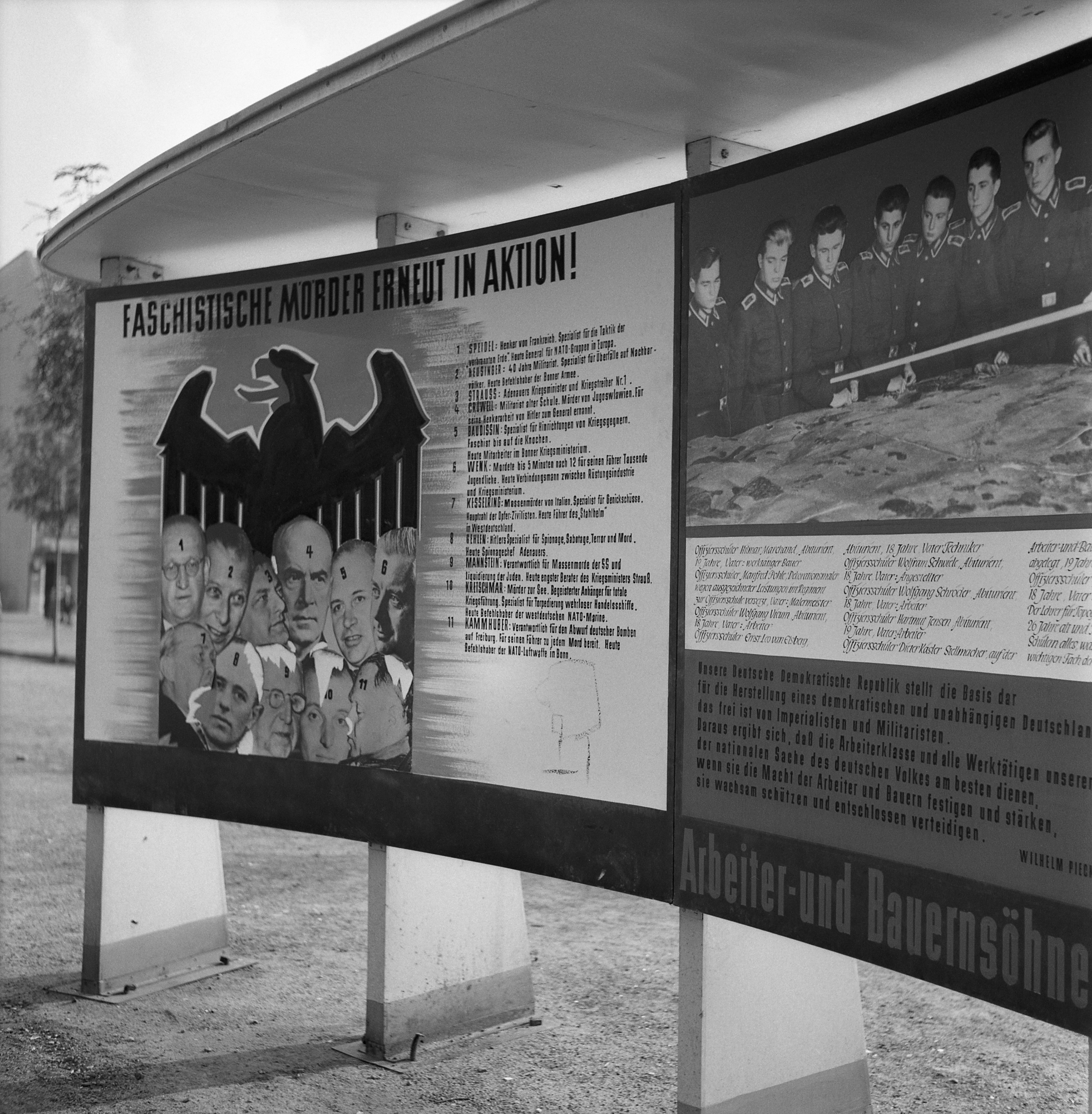
East German propaganda in 1957

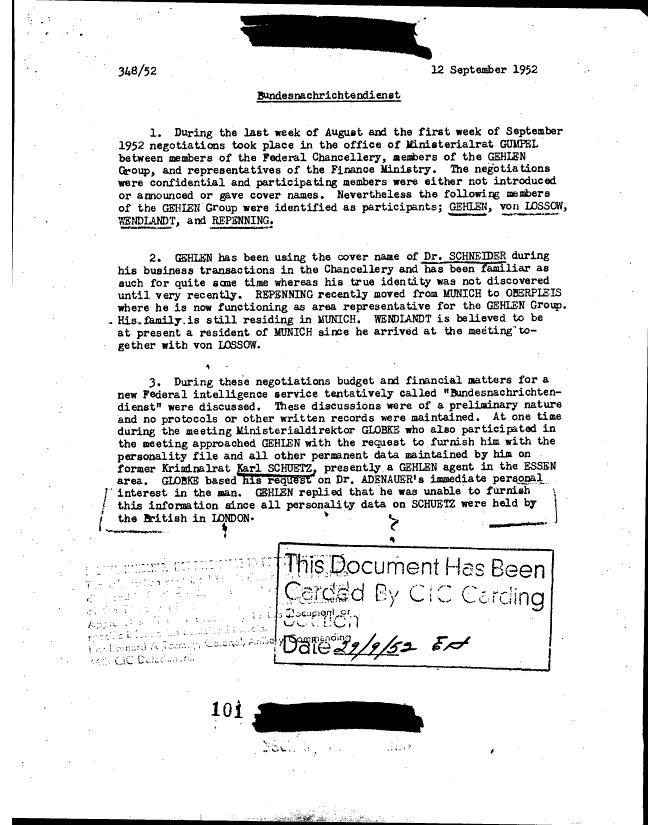
The Gehlen Organisation in transition: CIA report on the negotiations to establish the BND (1952) of West Germany.

## Tưởng thưởng
- Iron Cross second class
- War Merit Cross second and first class with swords
- German Cross in silver (1945)
- Grand Cross of the Order pro Merito Melitensi of the Sovereign Military Order of Malta (1948)
- Grand Cross of the Order of Merit of the Federal Republic of Germany (1968)
- Good Conduct Medal (United States)